# 天王寺

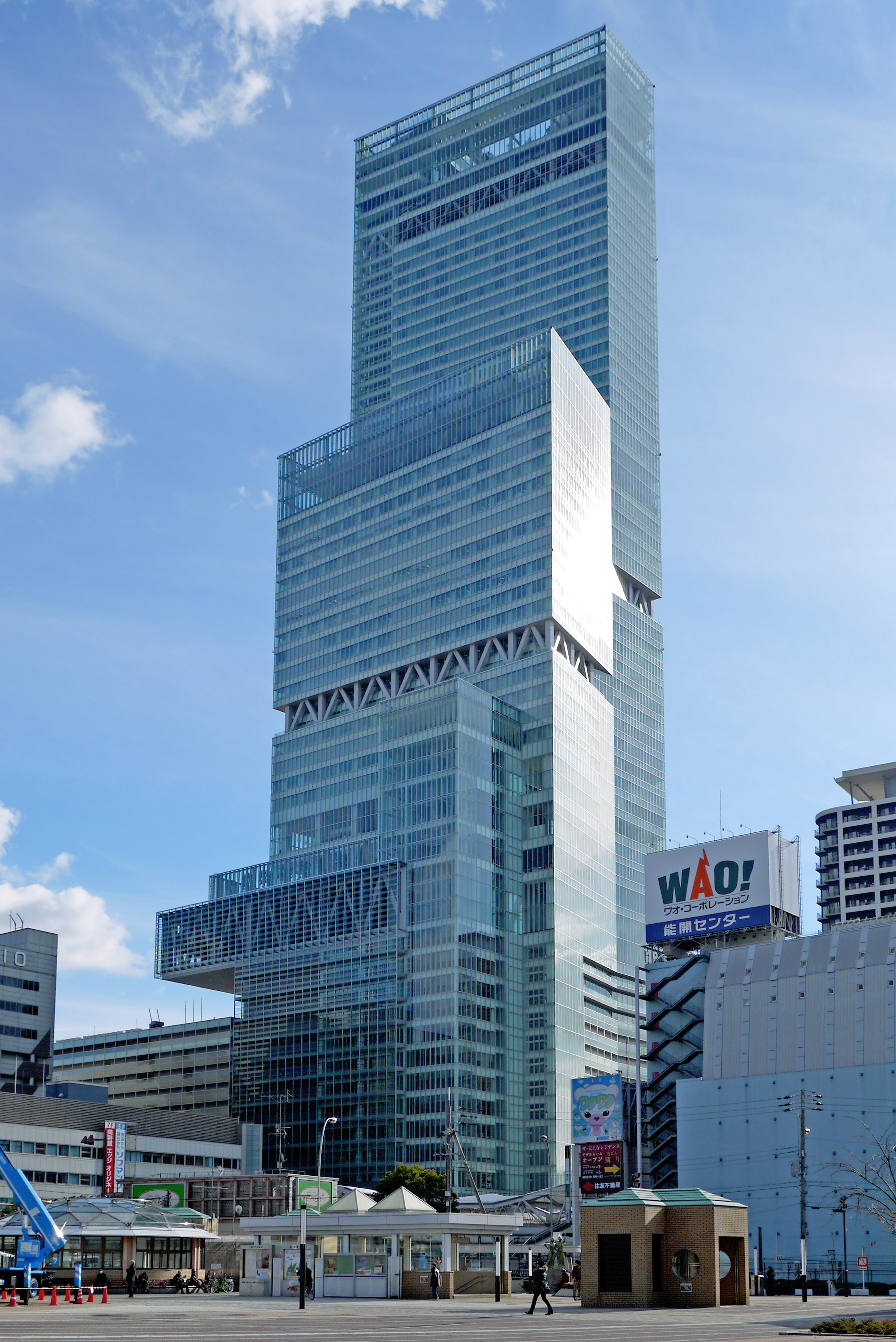
あべのハルカス

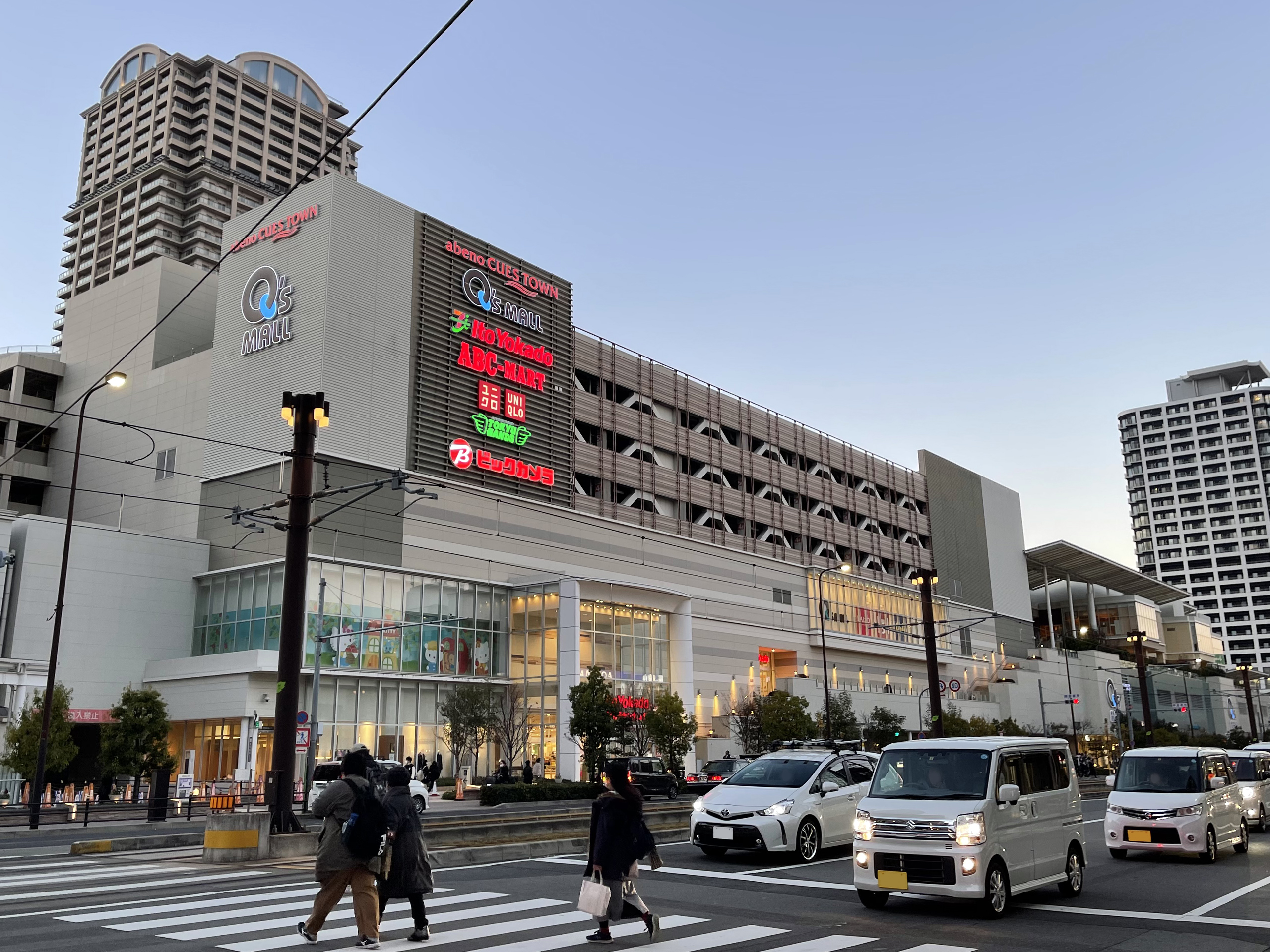
あべのキューズモール

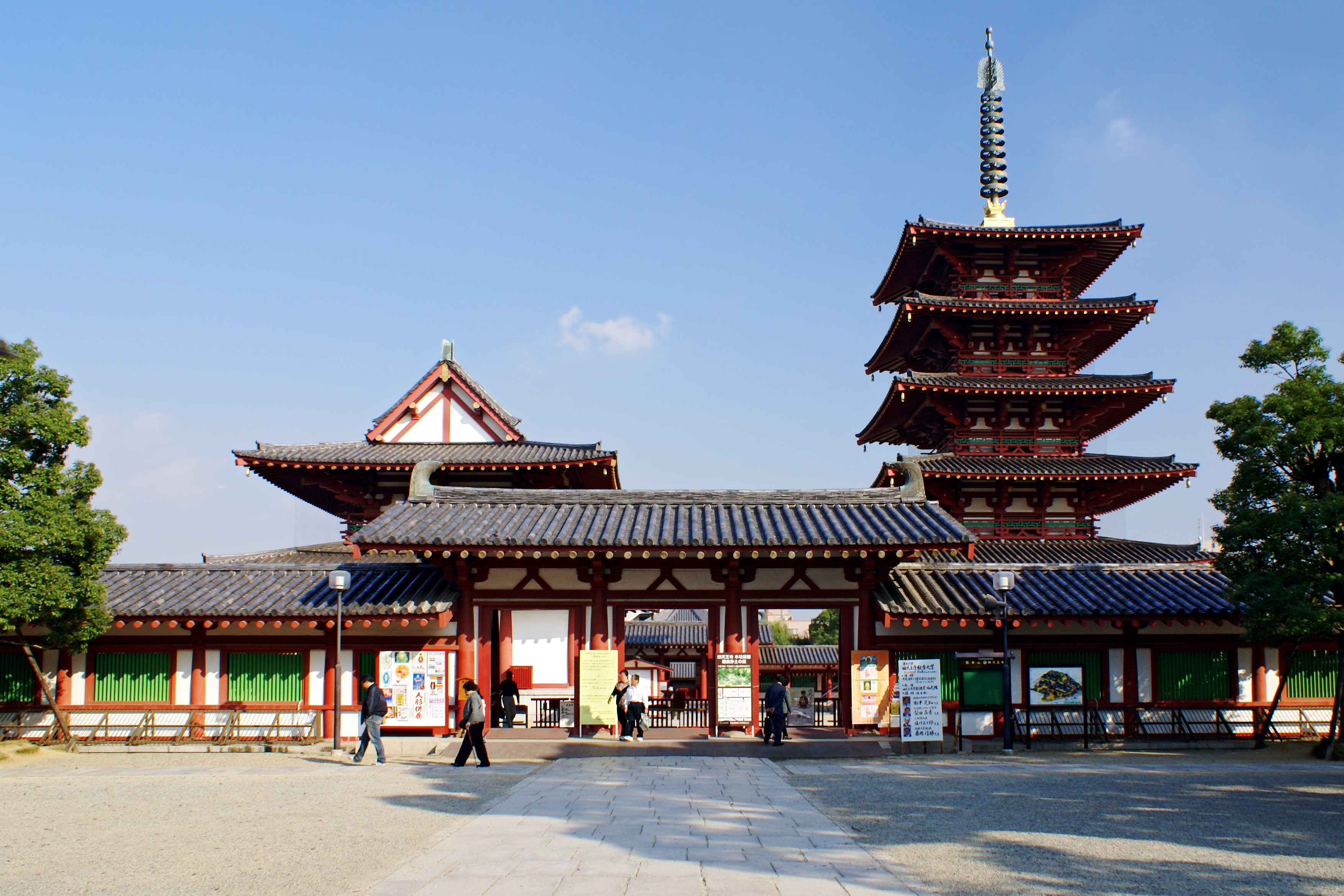
四天王寺

天王寺（てんのうじ）は、大阪府大阪市天王寺区南部と阿倍野区北部に広がる繁華街の名称。

## 概要
一般的には天王寺駅および南に隣接する大阪阿部野橋駅周辺の繁華街・オフィス街・公園などからなる地域を指す。狭義では、天王寺駅の北側を天王寺、天王寺駅南側の阿倍野（あべの）と併せて阿倍野・天王寺と呼ばれる。大阪市においてキタ・ミナミに次ぐ繁華街の規模を有する。なお、広義には東成郡天王寺村の旧村域を指し、この場合は生野区・浪速区・西成区の各一部も含まれる。
当地を指す場合に天王寺が優勢なのは、駅の開業順や規模のちがい、南へ約500m離れた阿倍野駅との混同を避けるため、元の門前町の位置が天王寺は四天王寺周辺と近いが、阿倍野は阿倍王子神社周辺（後述の旧阿部野村の区域に概ね相当する）とかなり遠いことなどが挙げられる。
JR西日本・Osaka Metroの天王寺駅、近鉄の大阪阿部野橋駅、阪堺電気軌道の天王寺駅前停留場、路線バス、高速バス（路線バス・高速バスはバスのりばの位置に関係なく、一般に「あべの橋」の名称を使う）が集中する交通の一大拠点となっており、大阪市街の南玄関としての機能を難波と二分する。
地域名称としては劣勢の阿倍野ではあるが、当地における商業地の形成は大阪鉄道時代から近鉄の先導によるところが大きく、こと繁華街を指す場合は阿倍野が優勢に転じる。大型商業施設には、天王寺ミオ、あべのハルカス近鉄本店、あべのキューズタウン、あべのルシアスなどがある。地下街はOsaka Metro谷町線改札上階のあべちか、Osaka Metro御堂筋線改札内外のekimo天王寺と各大型商業施設の地下階がある程度で、阪和線を除く天王寺駅のホームが掘割式の構造になっているという事情もあり、あまり発達していない。
当地の繁華街は大阪第3の規模にまで発展しているが、繁華街の他にも天王寺駅北側を大阪市立美術館や天王寺公園、大阪市天王寺動物園、四天王寺といった観光地としての側面も併せ持っている。また、上町台地上には文教地区が形成されているためキタやミナミに比べて学生の比率が高い一方、天王寺公園とあべのキューズタウンの西方に新世界と飛田新地が位置しており、老若男女を問わず賑わいを見せている。

## 歴史

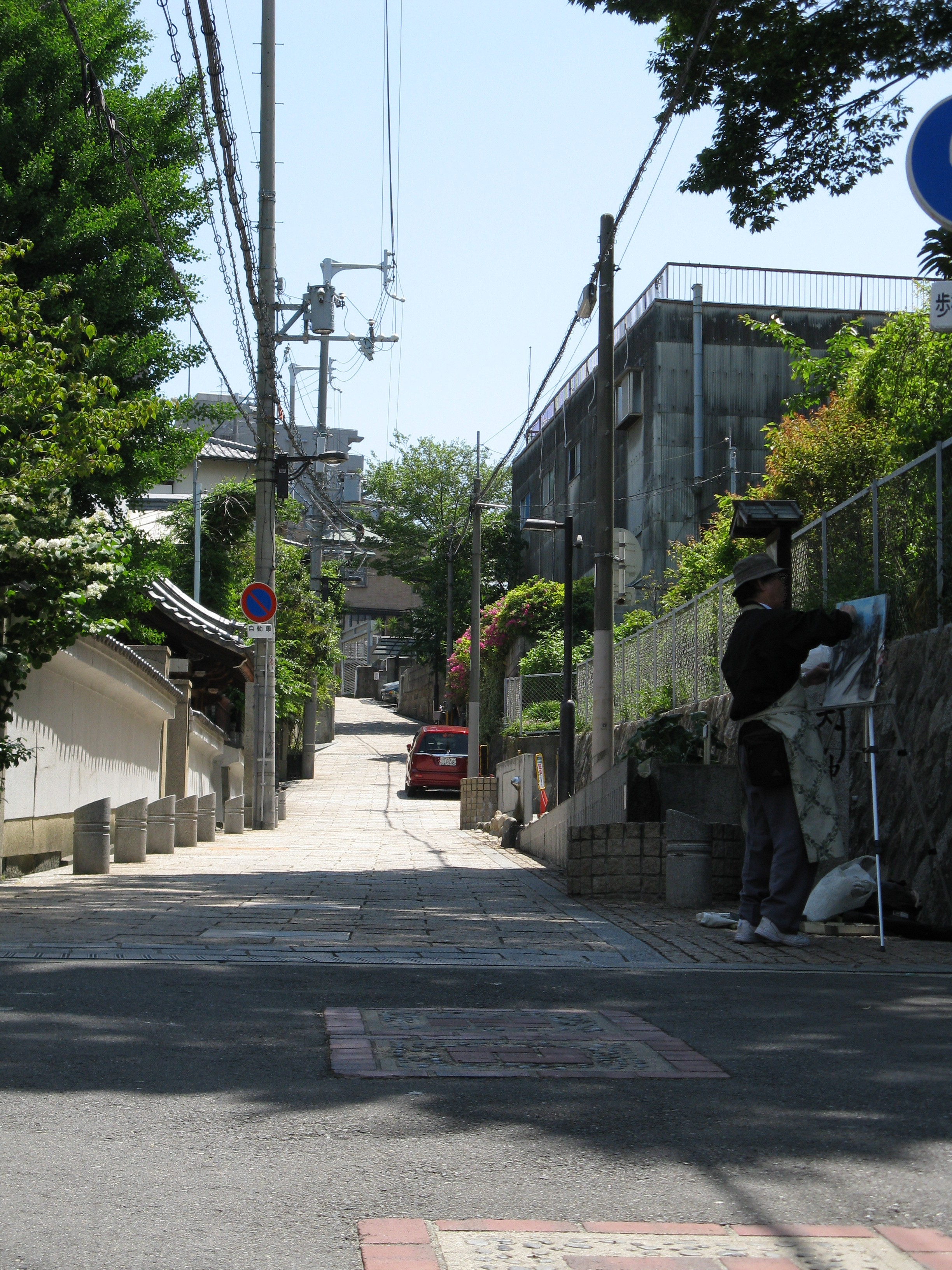
天王寺七坂の一つ・天神坂の上り口

天王寺は、四天王寺の略称として平安時代から使用されていたが、当地で合戦が繰り広げられた南北朝時代から地名に転訛した。駅北西に位置する一心寺から生國魂神社にかけては「夕陽丘」と呼ばれ、上町台地はこの辺りが急崖になっており、落陽の眺めが良いとされる。
阿倍野は、四天王寺 - 住吉大社間の上町台地上および西斜面を指す地名で、摂津国から和泉国に至る交通の要衝地だったが、高燥地であるために荒涼とした原野が広がっていた。中近世には「阿部野」と表記されることが多く、現在でも大阪阿部野橋駅や阿部野神社にその名残をとどめている。地名の由来として最も有力な説は「阿倍寺」やその建立者である「阿倍氏」とされ、これに基いた表記である「阿倍野」が近現代においては主流となっている。しかし、別地名との誤認を避けるために仮名で表記されることも多い。
近世には東成郡天王寺村と阿部野村が成立する。天王寺村は既存の7つの集落と四天王寺門前の町場に加え、天明・寛政年間に天下茶屋を編入して約1万人の人口を擁する大村であった。一方、阿部野村は1618年（元和4年）に天王寺新家阿部野村として成立し、1663年（寛文3年）に天王寺村から分村した人口約300人の小村で、範囲も狭く、現在の阿倍野区松虫通、晴明通、相生通、阿倍野元町、王子町、阪南町の2 - 4丁目付近にすぎなかった。1889年（明治22年）に天王寺村と阿部野村が合併して東成郡天王寺村（町村制）となった。なお、以降の行政区域の変遷については天王寺村を参照のこと。
大坂城下（大坂三郷）には接していないものの、上町台地の空堀（大坂城南惣構堀の遺構）以南には大坂最大の寺町が四天王寺にかけて形成されており、実質的に大阪市街の南東端に位置していた。東から竜田越奈良街道が四天王寺へ伸び、この道に沿って1889年（明治22年）に大阪鉄道が現在の関西本線天王寺駅を設置。この際に上町台地の掘割部に「阿倍野橋」が架橋された。1895年（明治28年）には現在の大阪環状線の一部も開通し、早くもターミナル駅となった。
大阪市街へ頭を向けた頭端式ホームを採用した難波駅、湊町駅（現在のJR難波駅）、汐見橋駅の3駅が、延伸の余地がない上に難波村の早期市街化で地上が手詰まりになっていたのに対し、天王寺駅の南側は農村地帯のままで余地があった。1923年（大正12年）に大阪鉄道 (2代目)が現在の近鉄南大阪線大阪阿部野橋駅を、1929年（昭和4年）に阪和電気鉄道が現在の阪和線天王寺駅を設置。天王寺駅は大阪駅（梅田駅）に次ぐ鉄道結節点となり、上述の通り大阪市街の南玄関は現在も難波と天王寺に二分されている。

## 商業施設・地下街
- 天王寺ミオ本館
- 天王寺ミオプラザ館（旧・ステーションプラザてんのうじ）
- あべちか
- あべのハルカス
  - 近鉄百貨店 あべのハルカス近鉄本店
- あべのHoop
- あべのand
- 新宿ごちそうビル
- アベノセンタービル
- あべのnini
- あべのアポロ
- あべのルシアス
- あべのキューズタウン
- あべのベルタ

## 寺院・主要施設
- 四天王寺
  - 四天王寺本坊庭園
  - 庚申堂（境外仏堂）
- 一心寺
- 天王寺公園
  - 大阪市天王寺動物園
  - 大阪市立美術館
  - 慶沢園
  - 茶臼山古墳
  - 大塚城
- あべのハルカス美術館
- シェラトン都ホテル大阪
- 大阪マリオット都ホテル
- 都シティ 大阪天王寺
- ハローワーク阿倍野（職業紹介コーナー、わかものハローワーク）
- 西日本旅客鉄道大阪支社
- 大阪鉄道病院
- 大阪市立大学医学部附属病院
- 大阪教育大学天王寺キャンパス

## 鉄道
- 天王寺駅
  - 西日本旅客鉄道関西本線（大和路線）・阪和線・大阪環状線
  - Osaka Metro御堂筋線・谷町線
  - 阪堺電気軌道上町線（天王寺駅前電停）
- 大阪阿部野橋駅
  - 近鉄南大阪線

## 道路
- 阪神高速14号松原線 天王寺出口
- 国道25号
- 谷町筋・あべの筋（大阪府道30号大阪和泉泉南線）
- 上町筋・あびこ筋（大阪市道赤川天王寺線・大阪府道28号大阪高石線）

## その他
天王寺の舞い堂から舞を舞えとの毎度の使い、毎度のように舞が舞えますなら参って舞も舞いましょうが、毎度のように舞が舞えませぬゆえ参って舞は舞いませぬ（早口言葉）。
他地域出身者による天王寺の発音アクセントの位置に関して、話題を呼ぶことがある。
正しいアクセントは低高高低低である。